# Capanna Regina Margherita
Capanna Regina Margherita Európa legmagasabban fekvő menedékháza. Nevét Margit királynéről kapta, aki jelen volt a menedékház megnyitásakor.

## Külső hivatkozások
- Hivatalos honlap
- Tenczer Gábor: Ennél magasabbra nem építettek házat Európában